# Weissia termitidarum
Weissia termitidarum är en bladmossart som beskrevs av C. Müller 1875. Weissia termitidarum ingår i släktet krusmossor, och familjen Pottiaceae. Inga underarter finns listade i Catalogue of Life.